# جورج بوش (قس)
جورج بوش (بالإنجليزية: George Bush)‏ هو قس أمريكي، ولد في 12 يونيو 1796 في نورويتش في الولايات المتحدة، وتوفي في 19 سبتمبر 1859 في روتشستر في الولايات المتحدة.